# Pandelescu Vasile
Vasile Pandelescu (n. 1944 Găești, Dâmbovița - d. 2004 Găești, Dâmbovița) a fost un mare acordeonist român.

## Biografie
S-a născut în 1944 în satul Găești (jud. Dâmbovița). Din 1956 începe să învețe să cânte la acordeon, devenind din 1959 un instrumentist apreciat în comuna sa natală și în împrejurimi. Cântă în diferite tarafuri până în 1969, când intră în taraful lui Gheorghe Zamfir cu care participă la numeroase turnee în afara țării (mai importante fiind cel din Statele Unite si Anglia). În 1982 participă ca instrumentist la festivalul „Podunavskih Zemalja Festival" din Novi Sad (Iugoslavia). Moare în 2004.

## Discografie
- ST-EPE 03840: Vasile Pandelescu — Acordeon (disc Electrecord, 1977)[1]
- EDC 816: Comori ale muzicii lăutărești. Vasile Pandelescu – acordeon (CD Electrecord, 2009)